# Liste der Monuments historiques in Saint-Ciers-de-Canesse
Die Liste der Monuments historiques in Saint-Ciers-de-Canesse führt die Monuments historiques in der französischen Gemeinde Saint-Ciers-de-Canesse auf.

## Liste der Bauwerke
| Bezeichnung    | Beschreibung              | Standort | Kennzeichnung | Schutzstatus | Datum | Bild |
| -------------- | ------------------------- | -------- | ------------- | ------------ | ----- | ---- |
| Kirche St-Jean | Erbaut im 14. Jahrhundert | (Lage)   | PA00083720    | Inscrit      | 1925  |      |